# Kino Urania (Osijek)
Kino Urania je známé kino, které se nachází v chorvatském městě Osijek. Sídlí v nápadné secesní budově v centru města na adrese Ulica Vjekolava Hengla 1.

## Historie
Na počátku 20. století se stala kinematografie velice populární. Osijek získal první své kino na součásném náměstí Ljudevita Gaje. Potřeba za novými budovami tohoto typu vznikla rychle. Společnost, která byla organizována v Horním městě, požádala osijeckou radnici v roce 1911 o stavební povolení na výstavbu současného kina.
Budova kina byla vybudována podle projektu architekta Viktora Axmanna a dokončena v roce 1912. Za tuto budovu získal architekt prestižní ocenění na výstavě ve Vídni (v době dokončení byl Osijek součástí Rakousko-Uherska). Po dobu své více než stoleté historie budova sloužila vždy jako kino. Prvním ředitelem kina byl Josip Zeysel který se mimo jiné řemeslo vyučil v Praze.

## Popis stavby
Budova má nápadné průčelí s dominujícím balkonem, pod kterým se nachází hlavní vchod do budovy s vysokým schodištěm.